# ダエーナー
ダエーナー(Daena)は、ゾロアスター教において意識を擬人化したものと考えられている存在で、美しい処女の姿をしている。

## 概要
『アヴェスター』によると、善人は死後、細い肢体の、乳房の出た、美しい15歳の少女の姿をした自分自身のダエーナーと相見える。人が生前に重ねてきた善行によって、その分だけダエーナーは美しくなると説明されている。一方、生前に悪行を働いた魂は、死後に醜い少女と相見える。善人の魂はダエーナーに導かれてチンワト橋を渡り、天に昇る。